# St. Paulus (Baddeckenstedt)

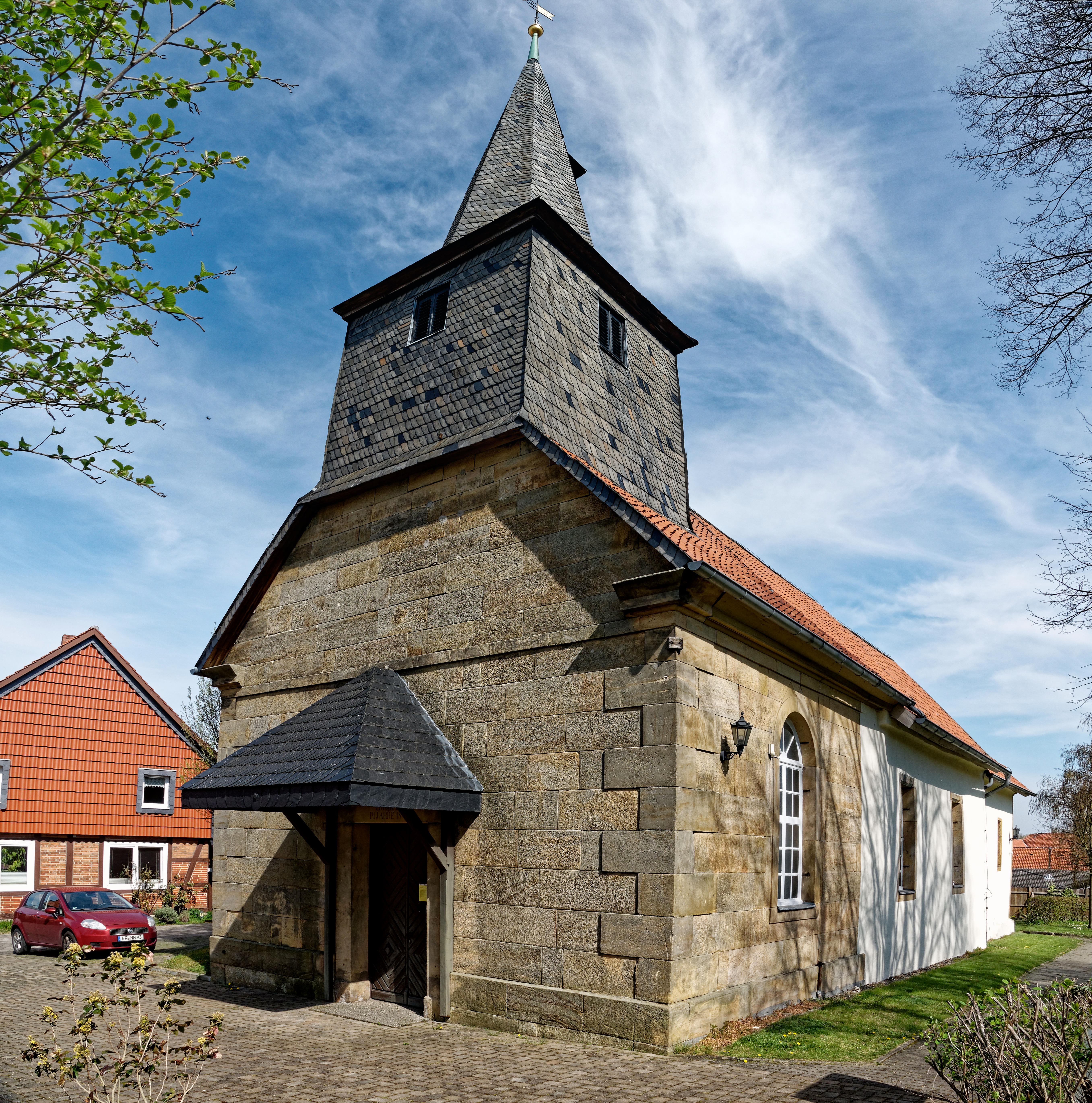
St. Paulus

Die evangelisch-lutherische Kirche St. Paulus steht in Baddeckenstedt, einer Gemeinde im niedersächsischen Landkreis Wolfenbüttel. Die Kirche steht unter Denkmalschutz. Die Kirchengemeinde gehört zur Propstei Goslar der Evangelisch-lutherischen Landeskirche in Braunschweig.

## Beschreibung
Die Kirchengemeinde wurde 1095 gegründet. Um 1300 wurde eine Kirche errichtet, die zunächst dem Apostel Petrus und erst später dem Apostel Paulus geweiht wurde. Von der Saalkirche sind der östliche Bereich des Kirchenschiffs und der eingezogene rechteckige Chor am ältesten, beide sind verputzt und mit Satteldächern bedeckt. Der westliche, jüngere Teil des Kirchenschiffs ist aus Quadermauerwerk, aus dessen Satteldach sich ein schiefergedeckter Dachturm erhebt, der nach einem Einsturz 1842 wieder aufgebaut wurde. Hinter seinen Klangarkaden befindet sich der Glockenstuhl, in dem zwei Kirchenglocken hängen. Die ältere wurde 1893 in der Radlerschen Glockengießerei gegossen, die jüngere 1958 von J. F. Weule. Bedeckt ist der Dachturm mit einem achtseitigen spitzen Helm.
Der Innenraum hat eine U-förmige Empore. Seine mit Stuck umrahmte Deckenmalerei zeigt die Christi Himmelfahrt. Zur Kirchenausstattung gehört ein geschnitzter Kanzelaltar von 1719. Ein Taufengel aus dieser Zeit ist verschollen.
Die erste Orgel war ein Positiv, das 1719 aus einer anderen Kirche übernommen wurde. 1862 baute Heinrich Schaper eine Orgel mit zwölf Registern, zwei Manualen und einem Pedal, die er 1885 um ein Register erweiterte. 1917 mussten die Orgelpfeifen abgegeben werden. Sie wurden 1930 erneuert. 1959 wurde die Disposition geändert. 1975 wurde die Orgel durch die Gebrüder Hillebrand Orgelbau instand gesetzt.